# Schwan-Stabilo
Die Schwanhäußer Industrie Holding GmbH & Co. KG ist die Konzernobergesellschaft der Schwan-Stabilo-Gruppe mit Sitz in Heroldsberg bei Nürnberg. Bekannteste Marke ist Schwan-Stabilo.
Das Unternehmen befindet sich vollständig in Familienbesitz.

## Der Konzern
Die Schwanhäußer Industrie Holding GmbH & Co. KG umfasst folgende Teilkonzerne:
- Teilkonzern Kosmetik
  - Schwan Cosmetics International GmbH
  - Schwan Cosmetics Germany GmbH & Co. KG
- Teilkonzern Stabilo (Schreibgeräte)
  - Stabilo International GmbH (Entwicklung und Vertrieb)
  - Schwan-Stabilo Schwanhäußer GmbH & Co. KG (Produktion)
- Teilkonzern Outdoor
  - Deuter Sport (Rucksäcke)
  - Ortovox (Outdoor- und Bergsportartikel)
  - Maier Sports (Outdoor- und Skibekleidung)
  - Gonso (Fahrradbekleidung)

Im Geschäftsjahr 2019/20 (Stichtag 30. Juni) erlöste der Konzern einen Umsatz von 609,8 Mio. Euro (zuvor: 2016/17: 713,5 Mio. Euro; 2017/18: 685,4 Mio. Euro; 2018/19 662,5 Mio. Euro). Dies bedeutet einen Rückgang von 8 Prozent gegenüber dem Vorjahr. 
Der Umsatz der Sparte Kosmetik belief sich auf 255,8 Mio. Euro (Vorjahr: 298,7 Mio. Euro), der Umsatz der Sparte Schreibgeräte (Stabilo) auf 194,2 Mio. Euro (Vorjahr: 195,2 Mio. Euro) und der Umsatz der Sparte Outdoor auf 159,7 Mio. Euro (Vorjahr: 168,3 Mio. Euro).
Am 30. Juni 2020 hatte der Konzern 4.520 Beschäftigte (Vorjahr: 4.943), davon 2.148 im Inland (Vorjahr: 2.205) und 2.372 (Vorjahr: 2.738) im Ausland. Am Konzernhauptsitz in Heroldsberg sind 1.396 Menschen (Vorjahr: 1.480) beschäftigt.

## Geschichte

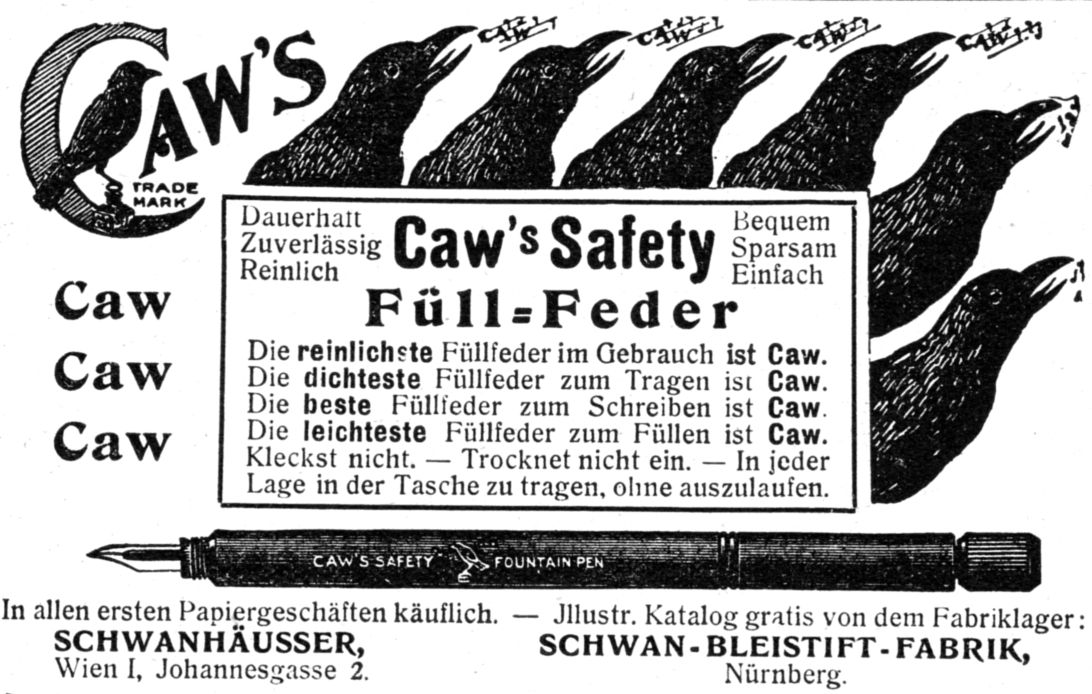
Werbung für Füllfederhalter aus dem Jahr 1904

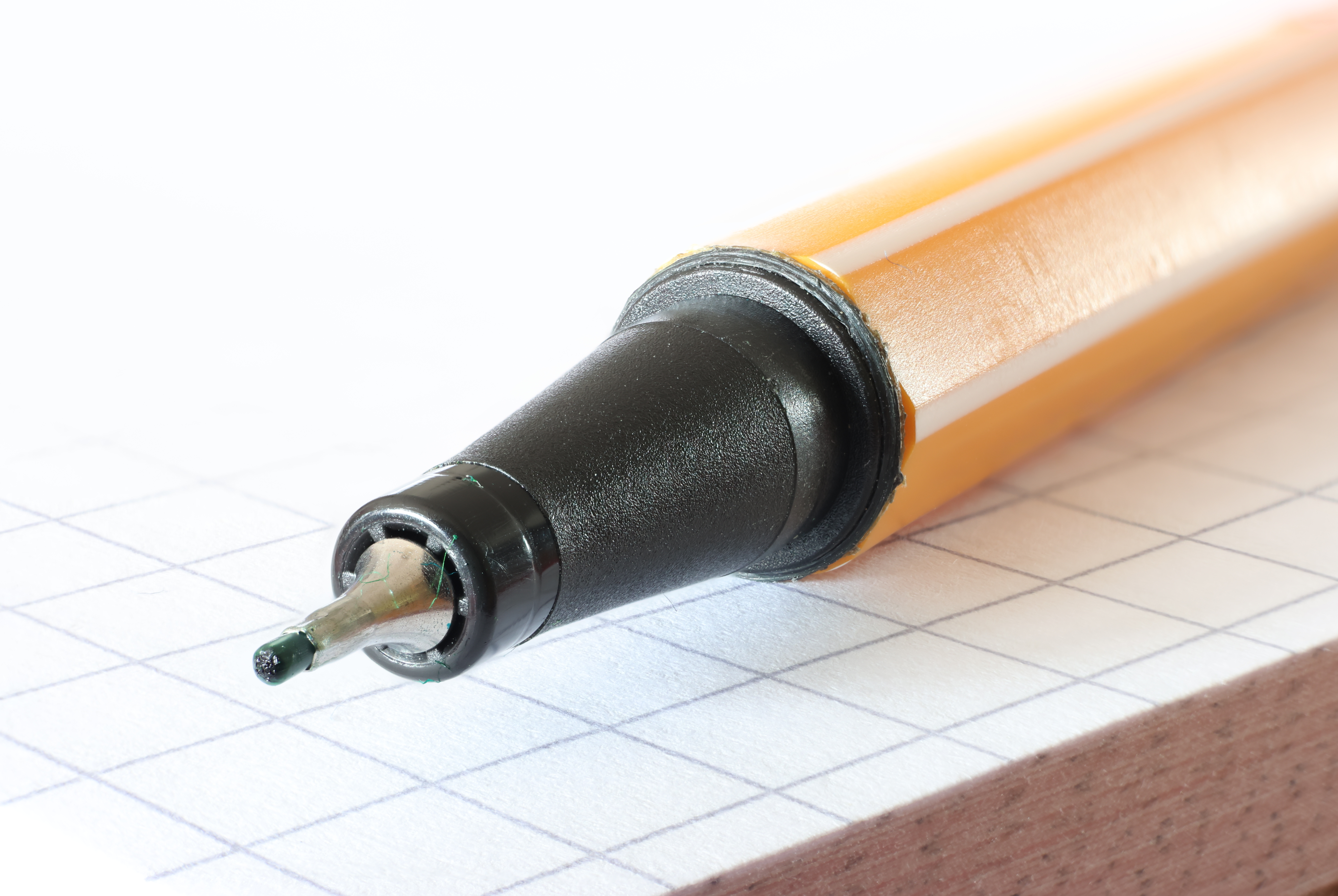
Stabilo Fineliner

Die Ursprünge des Unternehmens gehen auf die im Jahre 1855 in Nürnberg gegründete Firma Großberger und Kurz, welche Bleistifte produzierte, zurück, die bereits von Anfang an auf maschinelle Fertigung setzte. 1865 wurde das – mittlerweile überschuldete – Unternehmen von Gustav Adam Schwanhäußer übernommen, der es in Schwan Bleistiftfabrik umfirmierte. Das Unternehmen konnte seine Produktion rasch steigern.
Kurz vor dem Zweiten Weltkrieg begann man auch mit der Herstellung von Kosmetikprodukten (Schminkstifte).
Hervorzuheben sind die folgenden Entwicklungen:
- des Kopierstifts 1875,
- des Dünnkernfarbstifts mit besonders bruchfester Mine (Markenname Stabilo) 1925,
- des Augenbrauenstifts, ursprünglich 1918 entwickelt als Markierungsstift bei Operationen (Dermatograph), der ab 1927 auch in die USA exportiert wurde,
- des Filzstifts mit fluoreszierender Tinte (Textmarker) 1971 (durch den damaligen Direktor Günter Schwanhäußer)[8]

Nach Ende des Kriegs, als die Unternehmensgebäude zerstört waren, gewannen Kosmetikprodukte zunehmend an Bedeutung, aber auch beim Schreib- und Zeichenbedarf erweiterte sich das Produktangebot, so etwa durch neuartige Faserschreiber.
1976 wurde das Unternehmen, dessen Mitarbeiterzahl mittlerweile auf über 1.000 gestiegen war, in Schwan-Stabilo umbenannt. 1995 erfolgte der Umzug ins benachbarte Heroldsberg. Die Holzstiftproduktion wurde ab 1991 nach Tschechien verlagert. Seit 1967 existiert ein weiteres Werk in Malaysia, das vorwiegend Kugelschreiber herstellt. In Deutschland verblieben der Kosmetikbereich und die Herstellung von Tintenstiften. Schwan-Stabilo ist Weltmarktführer bei Kosmetikstiften (erfunden von August und Erich Schwanhäußer) und produziert für nahezu alle bekannten Kosmetikmarken.

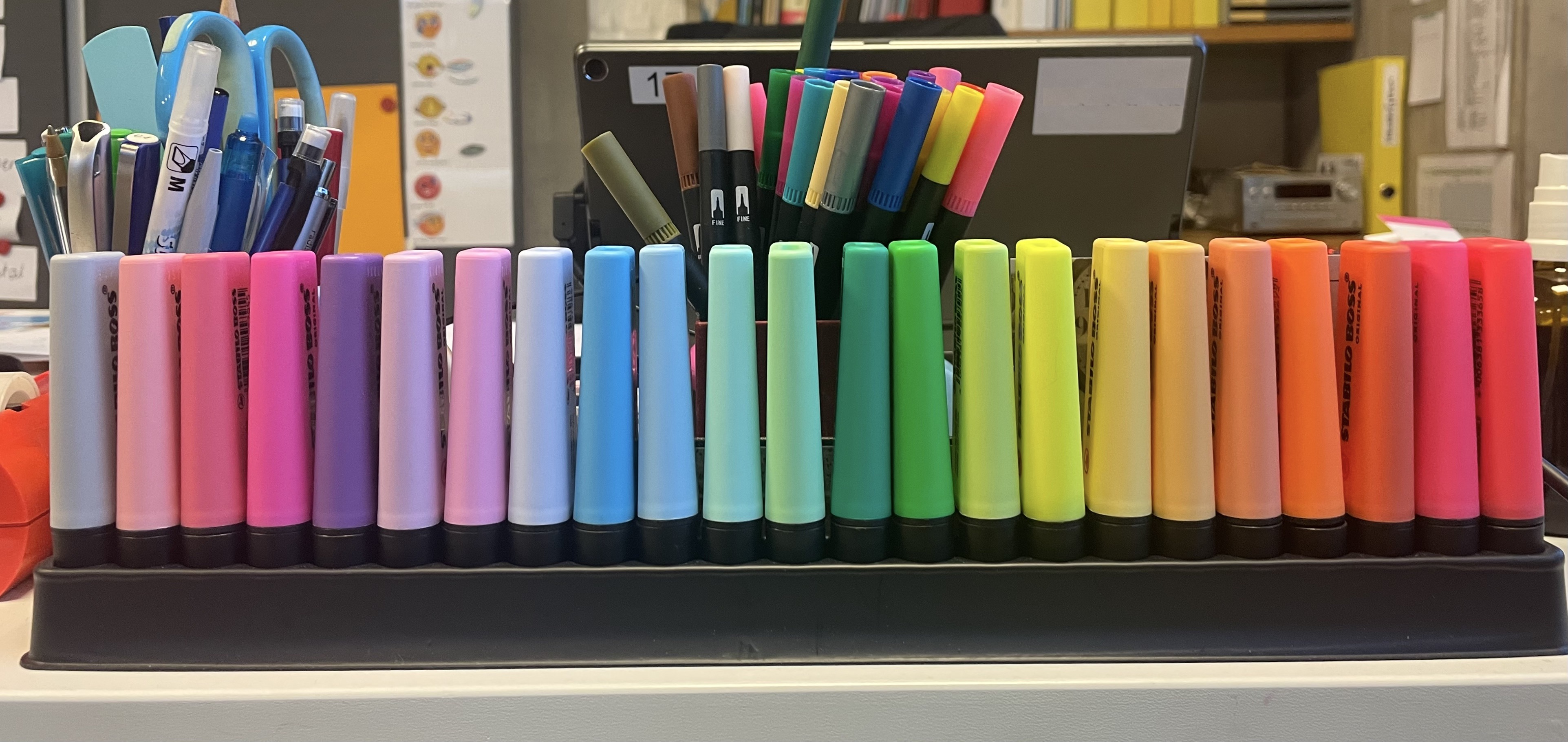
Stabilo Textmarker

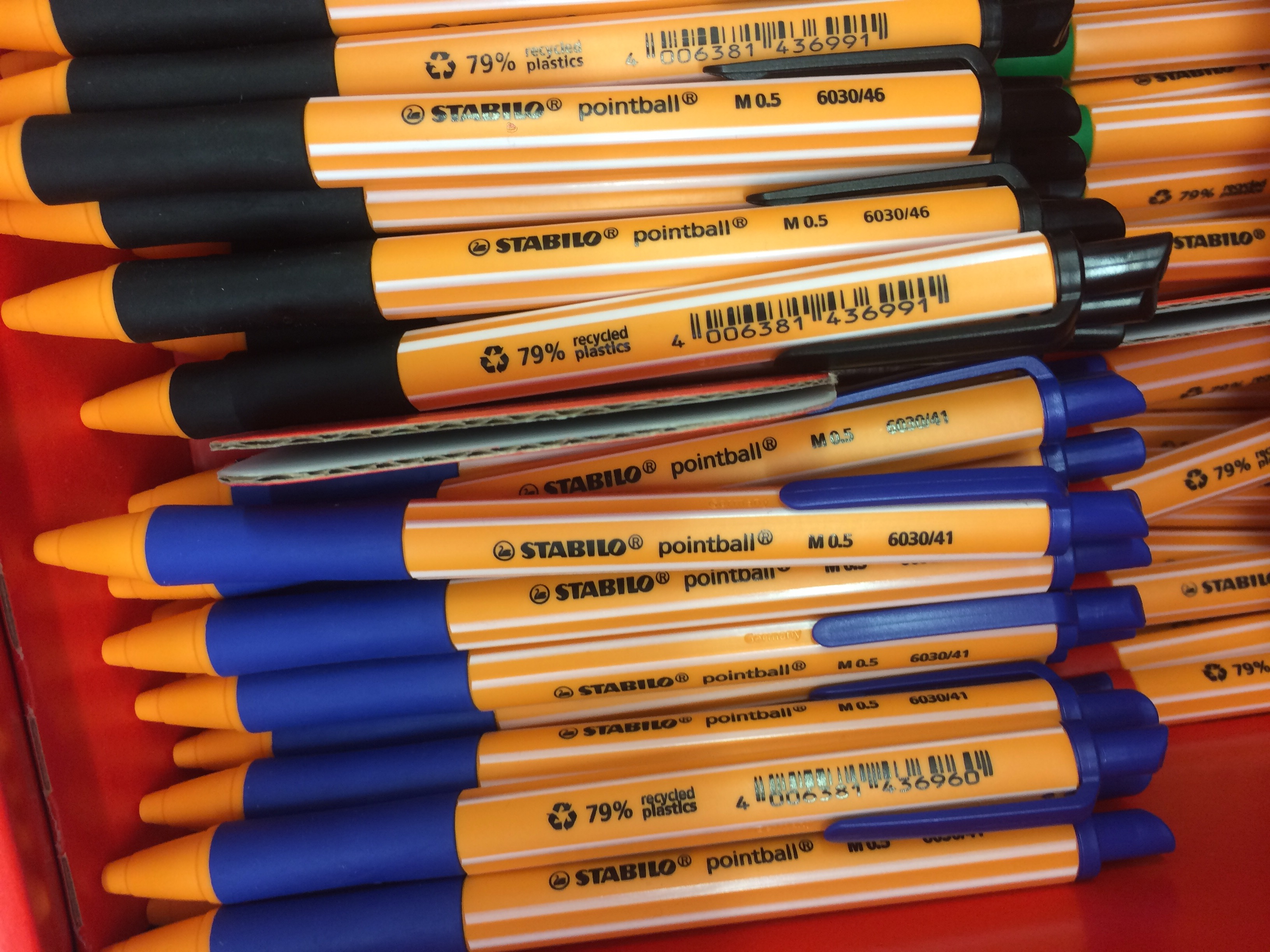
Stabilo Kugelschreiber

2005 wurde die Stabilo International GmbH als Tochter des Schreibgerätebereichs gegründet. Deren weitere Tochter ist die Schwan-Stabilo Promotion Products GmbH & CO. KG. Die Firma des Schreibgerätebereichs selbst heißt unverändert Schwan-Stabilo Schwanhäußer GmbH & Co. KG.
Im September 2006 übernahm Schwan-Stabilo die Deuter Sport GmbH aus Gersthofen bei Augsburg, welche vor allem für ihre Rucksäcke bekannt ist.
Im September 2008 veröffentlichte Stiftung Warentest einen Test, wonach dicke Farbstifte vom Typ Stabilo Trio mit Weichmachern stark belastet waren. Im Oktober 2008 musste das Unternehmen europaweit in Malaysia gefertigte PVC-Radiergummis mit Schwanmotiv wegen Belastungen durch den Weichmacher Bis(2-ethylhexyl)phthalat (DEHP) vom Markt nehmen (siehe Produktelimination).
Am 1. Juli 2011 übernahm Schwan-Stabilo die Firma Ortovox Sportartikel GmbH mit Sitz Taufkirchen bei München, welche für Outdoorbekleidung bekannt ist. Am 7. Juli 2015 übernahm Schwan-Stabilo die Maier Sports Gruppe mit Sitz in Köngen (und damit auch deren Tochterfirma GONSO in Albstadt), welche ebenfalls für Outdoorbekleidung bekannt ist.
Im Jahr 2014 befand sich die Firma im Rechtsstreit mit zwei Mitarbeitern und geriet dadurch in die Schlagzeilen. Zwei Mitarbeiter hatten Küchen, die entsorgt werden sollten, versteigert. Das Geld floss einem Hilfsfonds einer Kirche und einem örtlichen Kindergarten zu. Schwan-Stabilo sah dies als Diebstahl von Firmeneigentum und entließ beide Mitarbeiter fristlos. Beide Verfahren wurden vor dem Landesarbeitsgericht nach Zahlung von je 2000 Euro in Form von Spenden durch die Mitarbeiter sowie die Wiedereinstellung beider Mitarbeiter gütlich beigelegt.
2015 feierte das Unternehmen mit der Einweihung eines Markengebäudes (Stabilo Cube) am Firmenstammsitz sein 160-jähriges Firmenjubiläum. Zudem ging ein neues Kosmetikwerk in den USA in Betrieb.

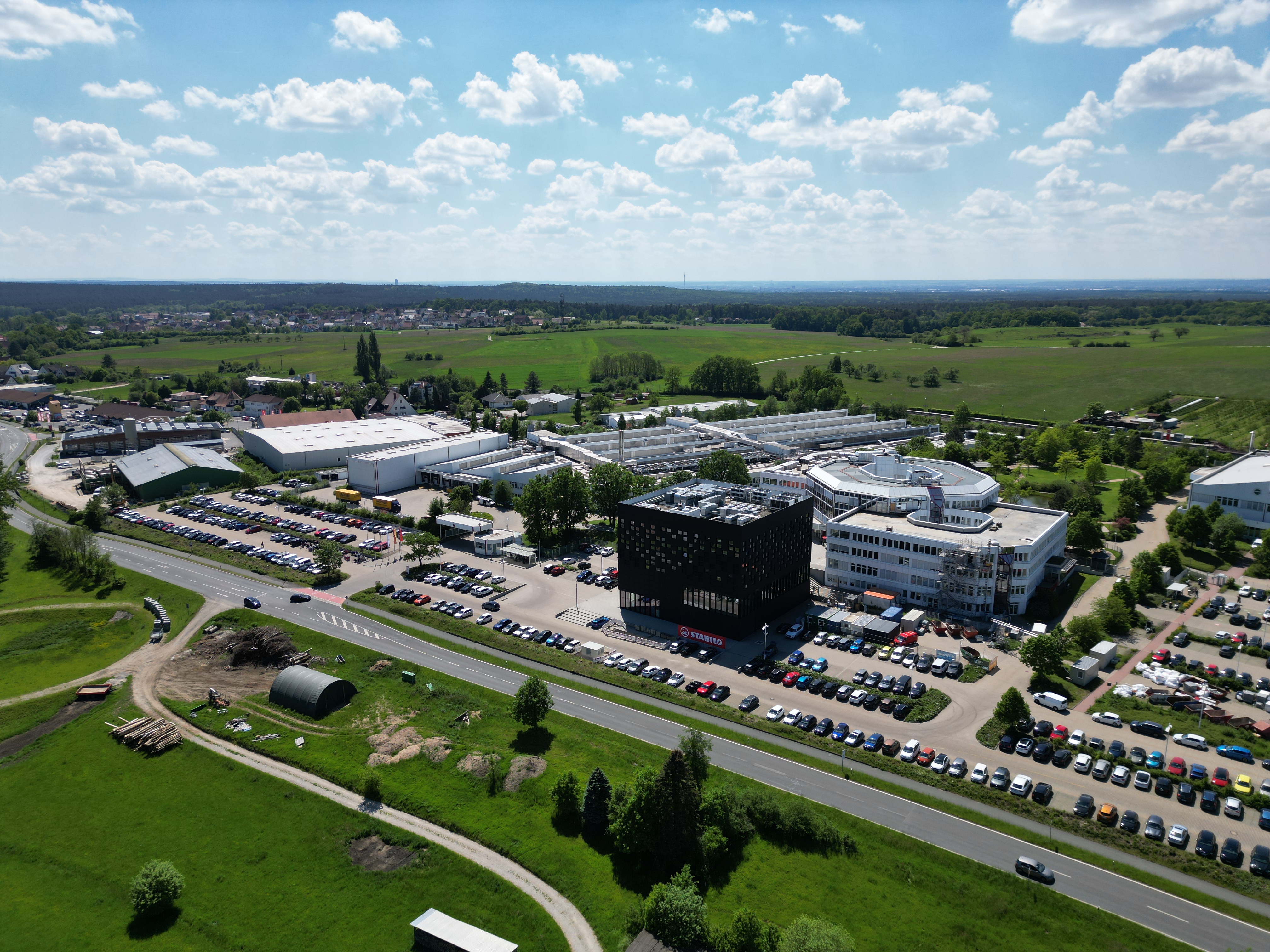
Firmensitz in Heroldsberg

Im Jahr 2019 kündigte der Konzern an, 200 Arbeitsplätze in der Teilsparte Kosmetik an den beiden deutschen Standorten abzubauen und dafür Kapazitäten in Tschechien und den USA zu erhöhen. Der Gesamtkonzern befindet sich nach drei Jahren des Umsatzrückgangs in einer Phase des Umbaus und der Umstrukturierung.